# Parmavaart
De Parmavaart was een kanaal in het Waasland dat Alexander Farnese, hertog van Parma, tijdens het Beleg van Antwerpen in de wintermaanden van 1584-1585 liet graven. De vaart liep vanaf het één jaar later gebouwde Fort Sint-Jan aan de Gentsevaart nabij het gehucht Trompe te Kemzeke tot aan het Fort De Perel aan de Melkader bij Kallo. Op deze wijze wilde Parma voor zijn leger de verbinding over water met Gent herstellen, nadat de belegerde Antwerpenaren de Schelde bij Burcht hadden afgesloten. Bovendien kreeg hij zo een rechtstreekse verbinding met Hulst. In het natuurgebied De Stropers zijn nog sporen van het kanaal zichtbaar.
Ten noorden van Kallo waren in 1583 door de soldaten van Willem van Oranje de polders onder water gezet. Dit werd gedaan door de Scheldedijken aan de Vlaamse kant bij Saeftinghe te doorsteken. Ondanks dat de bestaande overstromingen hem sterk in zijn bewegingsvrijheid belemmerden liet ook Parma zelf nog een aantal polders onder water zetten om zijn kanaal beter bevaarbaar te maken.
In dezelfde streek wordt de naam Parmavaart ten onrechte ook gebruikt voor een waterloop tussen de Moervaart en het Fort Francipani ten noordwesten van Moerbeke. In feite gaat het om een overblijfsel van de Linie van de Nieuwe Vaart, een onderdeel van de Staats-Spaanse Linies.